# Edward de Jong (musicus)
Eduward (Edward) de Jong (Deventer, 1 maart 1837 – Sulby, Isle of Man, 20 november 1920) was een Brits fluitist en componist van Nederlandse komaf.
Hij was zoon van koopman Meijer Izak de Jong  en Betje Hompes. Broer Jac. de Jong werd eveneens fluitist; broer Herman de Jong kapelmeester.
Zijn muziekopleiding kreeg hij in Duitsland; hij zou een beschermeling zijn geweest van Franz Liszt. Hij studeerde in Keulen en Leipzig, onder meer bij Hanke; voor die laatste viel hij al tijdens zijn studie in bij het plaatselijk opera-orkest. Hij vestigde zich in 1857 in Engeland in de omgeving van Manchester. Hij was lid van diverse orkesten in de omgeving van die stad. Hij begon in het Arts Treasures Exhibition Orchestra, dat later bekend zou worden als het Jullien's Orchestra (van Louis Jullien) en het befaamde Hallé Orchestra vanaf hun oprichting in 1859 tot 1870. Hij trad daarbij op solist in andermans of eigen werk (zoals een Fantasia on Faust). Hij raakte in onmin met Charles Hallé, die liever zangsolisten had of zelf achter de piano zat te soleren en stichtte een eigen ensemble, dat zaterdagconcerten gaf (Saturday Popular Concerts), waarbij hij een aantal van zijn oude collegae van Hallé meenam. Al snel kwam het orkest in financiële problemen, een vraag om meer geld aan het publiek mocht niet baten. In 1874 trad hij op met zijn broer Jac. De Jong, eveneens fluitist, in het Paleis voor Volksvlijt. Van 1893 tot 1906 was De Jong professor aan het Royal Manchester College of Music, hij werd opgevolgd door een leerling van hem.
Hij concerteerde veelvuldig tot in de 20e eeuw aan toe. Af en toe trad hij ook naar voren als dirigent van bijvoorbeeld een orkest in de spa van Buxton (Derbyshire). Hij schreef ook enkele werkjes zoals twee turnfeestmarsen voor trio en zang. Hij zou in 1910/1911 een concertreis door Nederland maken, het is onbekend of dat heeft plaatsgevonden gezien zijn leeftijd.
Van hem is een opname bewaard gebleven uit 1907; Gramophone Concert Record GC-9199 laat Auld Robin Gray horen. Hij was dermate goed dat het fluitmerk Rudall, Rose & Carte een advertentie in The Times plaatste, dat hij een van de spelers was op hun (toen) moderne cilindrische fluiten. 
Zijn Fantasia on Scotch and Irish airs voor solofluit haalde een uitvoering tijdens het Promsconcert van 27 september 1900 in een uitvoering van Albert Fransella, opgeleid door Edwards broer Jac. de Jong.
- International Standard Name Identifier: 0000 0003 9168 8180
- Nederlandse Thesaurus van Auteursnamen: 132860244
- Virtual International Authority File: 285588846